# Pinanga
Pinanga, veliki rod palmi smješten u podtribus Arecinae, dio tribusa Areceae, potporodica Arecoideae. Postoji 143 priznatih vrsta rasprostranjenih od tropske i suptropske Azije do zapadnog Pacifika. 

## Vrste
1. Pinanga acaulis Ridl.
2. Pinanga acuminata A.J.Hend.
3. Pinanga adangensis Ridl.
4. Pinanga albescens Becc.
5. Pinanga andamanensis Becc.
6. Pinanga angustisecta Becc.
7. Pinanga annamensis Magalon
8. Pinanga arinasae Witono
9. Pinanga aristata (Burret) J.Dransf.
10. Pinanga arundinacea Ridl.
11. Pinanga auriculata Becc.
12. Pinanga badia Hodel
13. Pinanga basilanensis Becc.
14. Pinanga batanensis Becc.
15. Pinanga baviensis Becc.
16. Pinanga bicolana Fernando
17. Pinanga borneensis Scheff.
18. Pinanga brevipes Becc.
19. Pinanga brewsteriana Ridl.
20. Pinanga caesia Blume
21. Pinanga capitata Becc.
22. Pinanga cattienensis A.J.Hend., N.K.Ban & N.Q.Dung
23. Pinanga celebica Scheff.
24. Pinanga chaiana J.Dransf.
25. Pinanga cleistantha J.Dransf.
26. Pinanga copelandii Becc.
27. Pinanga coronata (Blume ex Mart.) Blume
28. Pinanga crassipes Becc.
29. Pinanga cucullata J.Dransf.
30. Pinanga cupularis A.J.Hend., N.K.Ban & N.Q.Dung
31. Pinanga curranii Becc.
32. Pinanga declinata A.J.Hend., N.K.Ban & N.Q.Dung
33. Pinanga decora L.Linden & Rodigas
34. Pinanga densiflora Becc.
35. Pinanga dicksonii (Roxb.) Blume
36. Pinanga disticha (Roxb.) H.Wendl.
37. Pinanga dumetosa J.Dransf.
38. Pinanga egregia Fernando
39. Pinanga forbesii Ridl.
40. Pinanga fractiflexa Hodel
41. Pinanga furfuracea Blume
42. Pinanga geonomiformis Becc.
43. Pinanga glauca Ridl.
44. Pinanga glaucescens Ridl.
45. Pinanga glaucifolia Fernando
46. Pinanga globulifera (Lam.) Blume
47. Pinanga gracilis Blume
48. Pinanga gracillima Merr.
49. Pinanga grandijuga Burret
50. Pinanga grandis Burret
51. Pinanga griffithii Becc.
52. Pinanga gruezoi Adorador & Fernando
53. Pinanga heterophylla Becc.
54. Pinanga hexasticha (Kurz) Scheff.
55. Pinanga hookeriana Becc.
56. Pinanga humilis A.J.Hend., N.K.Ban & N.Q.Dung
57. Pinanga hymenospatha Hook.f.
58. Pinanga inaequalis Blume
59. Pinanga insignis Becc.
60. Pinanga isabelensis Becc.
61. Pinanga jamariensis C.K.Lim
62. Pinanga jambusana C.K.Lim
63. Pinanga javana Blume
64. Pinanga johorensis C.K.Lim & Saw
65. Pinanga keahii Furtado
66. Pinanga kontumensis A.J.Hend., N.K.Ban & N.Q.Dung
67. Pinanga lacei A.J.Hend.
68. Pinanga latisecta Blume
69. Pinanga lepidota Rendle
70. Pinanga ligulata Becc.
71. Pinanga limbangensis C.K.Lim
72. Pinanga limosa Ridl.
73. Pinanga macrospadix Burret
74. Pinanga maculata Porte ex Lem.
75. Pinanga malaiana (Mart.) Scheff.
76. Pinanga manii Becc.
77. Pinanga megalocarpa Burret
78. Pinanga micholitzii Sander
79. Pinanga minor Blume
80. Pinanga minuta Furtado
81. Pinanga mirabilis Becc.
82. Pinanga modesta Becc.
83. Pinanga mooreana J.Dransf.
84. Pinanga negrosensis Becc.
85. Pinanga nuichuensis A.J.Hend., N.K.Ban & B.V.Thanh
86. Pinanga pachycarpa Burret
87. Pinanga pachyphylla J.Dransf.
88. Pinanga palustris Kiew
89. Pinanga pantiensis J.Dransf.
90. Pinanga paradoxa (Griff.) Scheff.
91. Pinanga parvula Ridl.
92. Pinanga patula Blume
93. Pinanga pectinata Becc.
94. Pinanga perakensis Becc.
95. Pinanga philippinensis Becc.
96. Pinanga pilosa (Burret) J.Dransf.
97. Pinanga plicata A.J.Hend.
98. Pinanga polymorpha Becc.
99. Pinanga porrecta Burret
100. Pinanga pulchella Burret
101. Pinanga purpurea Hendra
102. Pinanga quadrijuga Gagnep.
103. Pinanga ridleyana Becc. ex Furtado
104. Pinanga rigida Becc.
105. Pinanga riparia Ridl.
106. Pinanga rivularis Becc.
107. Pinanga rumphiana (Mart.) J.Dransf. & Govaerts
108. Pinanga rupestris J.Dransf.
109. Pinanga salicifolia Blume
110. Pinanga samarana Becc.
111. Pinanga sarmentosa Saw
112. Pinanga schwanerensis Randi, Hikmat & Heatubun
113. Pinanga sclerophylla Becc.
114. Pinanga scortechinii Becc.
115. Pinanga sembilan C.K.Lim
116. Pinanga sessilifolia Furtado
117. Pinanga sibuyanensis Becc.
118. Pinanga sierramadreana Fernando
119. Pinanga simplicifrons (Miq.) Becc.
120. Pinanga singaporensis Ridl.
121. Pinanga sobolifera Fernando
122. Pinanga speciosa Becc.
123. Pinanga spiralis A.J.Hend. & N.Q.Dung
124. Pinanga stricta Becc.
125. Pinanga stylosa Becc.
126. Pinanga subintegra Ridl.
127. Pinanga subruminata Becc.
128. Pinanga subterranea Randi & W.J.Baker
129. Pinanga sylvestris (Lour.) Hodel
130. Pinanga tashiroi Hayata
131. Pinanga tenacinervis J.Dransf.
132. Pinanga tenella (H.Wendl.) Scheff.
133. Pinanga tomentella Becc.
134. Pinanga tomentosa A.J.Hend.
135. Pinanga trichoneura Becc.
136. Pinanga uncinata Burret
137. Pinanga urdanetensis Becc.
138. Pinanga urosperma Becc.
139. Pinanga variegata Becc.
140. Pinanga veitchii H.Wendl. ex H.J.Veitch
141. Pinanga versicolor A.J.Hend.
142. Pinanga watanaiana C.K.Lim
143. Pinanga woodiana Becc.
144. Pinanga yassinii J.Dransf.

## Sinonimi
- Cladosperma Griff.
- Ophiria Becc.
- Pseudopinanga Burret